# ساعت صفر!
ساعت صفر! (انگلیسی: Zero Hour!) یک فیلم به کارگردانی هال بارتلت است که در سال ۱۹۵۷ منتشر شد. از بازیگران آن می‌توان به دانا اندروز، لیندا دارنل، جری پاریس، و استرلینگ هایدن اشاره کرد.